# Sant Roc dels Banys de la Presta
Sant Roc dels Banys de la Presta és l'església del balneari dels Banys de la Presta, pertanyent a la comuna de Prats de Molló i la Presta, a la comarca del Vallespir (Catalunya del Nord).
Està situada a l'extrem sud-est del complex principal del balneari, al peu de la carretera i en el seu costat oest.